# Miguel Sabah
Miguel Sabah (né le 14 novembre 1979 à Cancún) est un footballeur international mexicain.

## Palmarès
- Championnat du Mexique de football : 2007
- Gold Cup : 2009
- Meilleur buteur de la Gold Cup 2009 (4 buts)